# Rudolf Rominger
Rudolf Rominger   (Val Fex, 21 d'agost de 1908 - Sankt Moritz, 8 de novembre de 1979) va ser un esquiador alpí suís que va competir durant les dècades de 1930 i 1940.
En el seu palmarès destaquen set medalles al Campionat del Món d'esquí alpí, quatre d'or, una de plata i dues de bronze entre 1936 i 1939. També guanyà el campionat suís d'eslàlom de 1939, 1940 i 1941.